# یخ‌ماهی ژاپنی
یخ‌ماهی ژاپنی (نام علمی: Salangichthys microdon) نام یک گونه از تیره یخ‌ماهیان است.